# Diascia transvitta
Diascia transvitta är en fjärilsart som beskrevs av Moore 1887. Diascia transvitta ingår i släktet Diascia och familjen nattflyn. Inga underarter finns listade i Catalogue of Life.